# Aït Saïd
Aït Saïd (en tifinagh : ⴰⵉⵟ ⵙⴰⵖⵉⴹ en arabe : آيت سعيد Aït Saïd) ou Béni Saïd est une tribu berbère située au nord-est du Maroc dans le massif montagneux du Rif dans l'actuelle province de Driouch. Au siècle dernier, la tribu s'est divisée en deux et la partie centro-occidentale s'est installée près d'Arzew.
Elle est située entre la tribu de Aït Sidel au nord-est, Temsamane à l'ouest, Aït Oulichek , Tafersit au sud-ouest et celles de Ibdarsen (Metalsa) au sud-est et Ait Bou Yahi à  l'extrême sud-est.
Chacune de ces tribus possède un centre administratif regroupant les représentants de l’État et des services publics et où a lieu le marché hebdomadaire, le souk. Le centre administratif de Ait Said est la municipalité de Dar El Kebdani. Les villes principales sont Tazaghine et  Amejjaou.
Il existe deux Aït Saïd dans le Rif, l'une près de Tétouan appartient aux Jbalas, l'autre près de L'oued Kert appartient aux Rifains.

## Subdivision
La tribu est composée de 5 fractions ou clans appelés tharfiqt en rifain.
- Aït Mait
- Tchouket
- Amejjaou
- Aït Zaoumi (Izaoumen) près de Tazaghine.
- Aït Abdenain

## Histoire

Carte du Maroc espagnole.

### Période d'émergeance - Lien avec les Bettioua
René Basset nous livre une approche proche même des sources écrites anciennes tels que l'historien Ibn Khaldoun (1332-1406) qui cite « بطيوة » (Botioua) comme l'une des trois divisions du Maroc. Au XIe siècle, El Bekri dans son « كِتاب ألمسالك و ألممالك » (livre des routes et des royaumes) mentionne un « محرس بُطيوة » (Mahrs Botiouia) près de Sfax. Botioua, prononcé aussi Bettiouia, semble avoir désigné une des plus importantes tribus du Rif marocain. Renforçant cette hypothèse, ce terme a laissé plusieurs traces dans divers lieux du nord du Maroc.
L'historien Ibn Khaldoun nous informe notamment que le nom de Bettioua est à l'origine celui d'une grande confédération ayant pour habitat la région du Rif, ce nom se trouve tantôt écrit Botouïa, tantôt Battouya, Ibettoyen, tantôt Bettioua. Il s'agit d'un rameau des Berbères sédentaires des Sanhadja, dits 'fondateurs d'empires', dont le rameau sédentaire se trouve dans les Kabylies et dont parmi les principales de leurs réalisations figure l'empire fatimide, la Qalaa des Beni Hammad, le royaume de Bougie ou encore l'empire almohade. Parmi les principales familles sanhajis d'Alger figure les Botouïa aux côtés des Beni Mezghanna.
À la chute des Almohades , les Ibettiwen du Rif tombèrent aux mains des Merinides qui établirent leur souveraineté à Fès . Les habitants du Rif ne firent aucune difficulté pour reconnaître les nouveaux maîtres mérinides et découvrirent même le moyen de tirer d'eux de sérieux avantages dans l'histoire. Une des femmes des Ibettiwen, Oum el Youm, fille des Ouled Mallahi de Tafersit entra par mariage dans la famille royale et mit au monde un garçon qui devint le souverain mérinide Yaqoub ben Abdelhaq.
Le Maqsad (Vie des Saints du Rif) relate également : « Appelée aussi Bettiwa. Cette tribu paraît être demeurée importante et connue sous ce nom historique jusqu'au xviiie siècle ». Dans sa 'Relation' Rolan Fréjus parle encore des Boutoye qui avaient alors un gouverneur en commun avec les Temsamanes. Peu après et sans que l'on en voie bien la raison ce nom disparaît de plus de plus de la carte. Cependant cette disparition coïncide avec l'entrée sur la scène politique de la famille rifaine des Hamamiyin de Temsamane et l'on pense que l'on puisse l'attribuer en grande partie à  l'épuisement provoqué par les levées de plus en plus nombreuses d'effectifs que les Caïds de cette famille utilisèrent dans le Maroc occidental d'abord dans la guerre sainte , puis dans leur lutte contre les sultans (sièges de Larache , d'Assilah , de Badis, de Ceuta , de Tanger, de Tetouan , de Mazagan , de Taroudant). Des Bettûya qui constituèrent ces contigents bien peu de ceux qui survècurent retournèrent dans leur pays, et le plus grand nombre se fixa dans les villes conquises et leur banlieue. La tribu ainsi dépeuplée perdit de sa dénomination et celles d'anciennes sous-fractions (Beni Oulichek, Beni Said etc) s'y substituèrent.

### Ère moderne

Carte des tribus du Rif à l'époque du protectorat espagnol de 1912 à 1956.

En effet en 1678, le caid et commandant de l'Armée rifaine Ammar ben Haddu Al-Battiwi sous le règne du sultan alaouite Moulay Ismaïl, libère à l'aide de ses troupes la ville de Tanger de l'occupation britannique. L'on cite dans son armée, des Ibettiwen. Ainsi dans la région du Fahs de Tanger, à Assilah et Larache les patronymes Bettioui ou Abetuy sont répandus.
La tribu, comme bon nombre de tribus marocaines, garda pendant très longtemps une relative autonomie vis-à-vis du Makhzen Bilad es Siba. En 1766, le sultan Sidi Mohamed Ben Abdallah décida de razzier plusieurs tribus rifaines dont les Aït Saïd pour les amener à se soumettre entièrement.

## Activité maritime
La tribu des Aït Saïd a joué un rôle central et multiforme dans l'activité maritime sur la côte du Rif au XIXe siècle. Bénéficiant d'une position géographique stratégique sur le bassin occidental de la Méditerranée, leurs activités maritimes ont non seulement façonné leur économie mais aussi leur interaction avec le monde extérieur, notamment européen.
Les sources mettent en lumière trois principales activités maritimes dans lesquelles les Aït Saïd étaient fortement engagés:

### La Piraterie (Activités de corsaire)
La Piraterie était une source de revenus extrêmement lucrative pour les habitants des Aït Saïd, leur permettant de contrôler les marchandises à bord des navires et d'en tirer d'énormes bénéfices. Ils pratiquaient également la libération de marins Européens capturés contre rançon. Les navires des Aït Saïd étaient réputés pour avoir capturé de nombreux bateaux Européens. Un exemple notable est la capture du navire Espagnol "San Francisco" en décembre 1884 au large de leur côte, dont les habitants ont pillé le bois et capturé l'équipage. Le consul espagnol à Tétouan, Teodoro de Cuevas, estimait que la tribu de Aït Saïd possédait environ 20 embarcations au XIXe siècle, principalement utilisées à cette fin. L'activité corsaire des Aït Saïd leur a conféré une place importante sur la scène internationale, leur assurant un contact permanent avec les Européens. Cette ouverture sur la Méditerranée a entraîné un mélange avec d'autres cultures et une influence sur leur structure sociale, se manifestant par des changements dans l'habillement, les habitudes alimentaires et l'émergence de commerçants européens. Ces activités maritimes ont apporté de la richesse et du prestige aux membres de la tribu et ont attiré l'attention des cercles politiques européens. La morphologie de la côte du Rif a grandement contribué à la pratique de la Piraterie par les Aït Saïd. Caractérisée par des falaises rocheuses, des pentes raides, de nombreuses criques et des baies étroites, elle était particulièrement propice à la Piraterie. Ces caractéristiques permettaient la surveillance des points éloignés et le repérage des navires pour l'interception. Les estuaires de rivières, comme l'oued Kert et l'oued Moulouya (qui sépare les Aït Saïd des Beni Snassen), servaient de havres sûrs pour les bateaux. Des baies spécifiques, notamment celles de Khaleej Hamama , Marsa [Sidi Hossain, Marsa Sidi Ahzari, Marsa Sidi Issa, Marsa Sidi Ahdeid et Marsa Sidi Youssef, offraient un abri contre les tempêtes, des cachettes et des positions stratégiques pour tendre des embuscades aux navires ennemis. Ces avantages géographiques ont poussé les habitants des Aït Saïd vers l'activité Maritime et l'interception des navires Européens.

### La Contrebande
La Contrebande était une activité très rentable et omniprésente pour les  Aït Saïd. Elle était stimulée par l'abondance des produits Agricoles comme le Blé et l'Orge, que le marché intérieur ne pouvait pas absorber, faisant de la Contrebande un moyen essentiel d'écouler les surplus en l'absence de centres Commerciaux diversifiés. L'estuaire de Nador était un centre majeur du commerce illicite. Les bateaux des  Aït Saïd  organisaient le transport des marchandises de contrebande de leurs côtes vers les marchés tribaux. Cette activité a contribué à la prospérité Commerciale, y compris celle de Tétouan. Une lettre du Sultan (Hassan ben Mohammed)  à la tribu de Aït Saïd en 1877 confirme l'ampleur de la contrebande. La contrebande s'est intensifiée en raison des droits de douane élevés sur les marchandises. Les autorités marocaines avaient des difficultés à réprimer cette activité en raison du manque de moyens logistiques.

### Le Commerce Côtier
En plus de la Piraterie et de la contrebande, les Aït Saïd étaient également impliqués dans le Commerce côtier. Leurs bateaux facilitaient le mouvement commercial dans l'estuaire. Ils échangeaient une variété de Marchandises, notamment l'orge, le Blé, le Coton, la Laine et les produits en cuir. La partie orientale de la tribu de  Aït Saïd (région de Qala'at Kebdana) a connu un développement Commercial rapide vers la fin du XIXe siècle. Les Aït Saïd bénéficiaient de privilèges commerciaux dans la région de Nador, en particulier avec les Juifs de Gibraltar et d'Algérie. Le Commerce côtier entre le Rif et l'Algérie a été renforcé, notamment grâce à l'influence de l'Émir Abdelkader Des figures importantes comme Mohamed Ahzari de Aït Saïd ont émergé dans la vie Commercial, maintenant de solides liens avec l'autorité centrale, ce qui a garanti aux habitants de  Aït Saïd la liberté d'accès à la Mer, l'achat de céréales et la liberté de mouvement Maritime.

## Les Ait Said et la résistance dans le Rif oriental (Mohamed Ameziane)

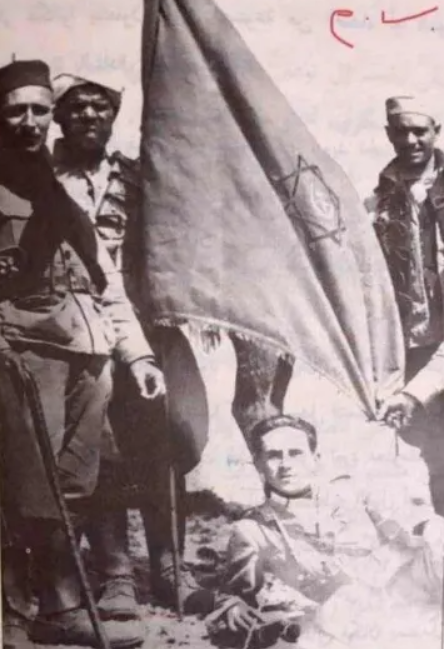
Drapeau capturé des Ait Said du Rif

Mohamed Améziane est décrit comme le dernier et le plus prestigieux chérif de la baraka, ayant joué un rôle historique important. Sa réputation était grande non seulement parmi les Iqer'iyen et les Ichebden , mais aussi parmi les Ait Said et les nomades Imetalsen. Il est rapporté que lorsqu'il accompagnait les émigrants vers l'Algérie, personne n'osait attaquer le convoi de voyageurs, tant on craignait sa malédiction.
En 1903, Sidi Mohamed Améziane prit parti pour les partisans du sultan légitime contre le prétendant Rogui Bou Hmara  qui avait envahi le territoire iqar'iyen. Il joua un rôle plus important encore entre 1909 et 1912, en animant puis en dirigeant la résistance contre les Espagnols. Pendant trois ans, aidé par les Iqar'iyen, les Ait Said et les Imetalsen, il combattit farouchement l'envahisseur. La conquête coloniale et l'établissement du protectorat franco-espagnol amenèrent ensuite un grand nombre de ses partisans à déposer les armes.
Les Ait Saïd. Le 24 Mai, une canonnière espagnole au large de  Melilla a été attaquée. Un officier de la canonnière avait rencontré une barque montée par des "Maures" qui déclaraient venir vendre des œufs à Melilla. Cependant, la canonnière reçut une décharge tirée de la plage, et les agresseurs furent identifiés comme appartenant à la tribu des Ait Saïd. La canonnière a été criblée de balles lors de cet incident

## La Résistance des Ait Said: 1911-1920
également connue sous le nom d'Ait Said et dont les membres étaient appelés les Saidis, était une entité tribale significative, réputée pour son terrain difficile et sa densité de Population élevée. Elle était considérée comme l'une des tribus les plus puissantes de la région et explicitement qualifiée de tribu belliqueuse. Sa position en faisait un jalon essentiel pour toute expansion vers l'ouest et une véritable avancée de sécurité dans cette partie du territoire, représentant même une menace pour le camp extérieur de Melilla et la place militaire elle-même. Cette tribu constituait pour le Commandement un motif de profonde préoccupation, en raison de la nature de son terrain, du tempérament guerrier de ses habitants et du grand esprit dont ces gens étaient animés. Cette situation était la conséquence des tentatives peu fructueuses qui avaient été dirigées contre eux les années précédentes. Cette nature et cette localisation stratégique ont fait des Ait Said un acteur central dans les conflits de l'époque.

### 1. Les Prémices de la Résistance en 1911 et ses Conséquences Immédiates
La période de resistance des Ait Said a commencé de manière décisive en 1911. En effet, la tribu a mené une offensive cette année-là. Cette action des Ait Said a eu un impact stratégique majeur. Elle a créé une situation stratégique défavorable qui a conduit à la non-occupation délibérée de certains postes sur la rive du Kert inférieur, entre Imarufen et Sammar. Cette décision montre l'influence directe et la capacité de nuisance que les Ait Said exerçaient sur les plans militaires de l'époque, forçant une réévaluation des objectifs et des déploiements.

### Neuf Années de Paralysie et de Fortifications (1911-1920)
Dès la fin de 1911,suite à l'impact de leur offensive initiale qui avait marqué le début de leur resistance prolongée les Ait Said ont commencé à être abordés par l'action des forces extérieures par le front du Kert. Cependant, la tribu a opposé une resistance tenace.Protégée par le massif abrupt du Monte Mauro, cette Resistance fut d'une efficacité telle qu'elle parvint à paralyser l'avancée des forces opposées pendant neuf ans. Durant cette longue période, de la fin de 1911 à la fin de 1920, les progrès furent extrêmement difficiles et ne purent être réalisés que péniblement, nécessitant la mise en place de nombreuses Fortifications. La localité des Ait Said elle-même était jugée un lieu approprié pour établir une base militaire d'action afin de les réduire.
Malgré les tentatives, la résistance des Ait Said s'est avérée particulièrement difficile à briser. Un mouvement d'enveloppement à court rayon, initialement projeté, fut neutralisé par le terrain complexe de la meseta d'Arkab et les contreforts occidentaux escarpés du Monte Mauro. . Le tempérament guerrier de leurs habitants et le grand esprit dont ils étaient animés, combinés à leur capacité à utiliser le terrain à leur avantage, ont permis aux Ait Said de maintenir un état de quasi-impasse pendant près d'une décennie, empêchant ainsi une avancée significative malgré les tentatives dirigées contre eux.

### Le Déclin de la Résistance des Ait Said
La résistance des Saidis, qualifiés d'irréductibles jusqu'alors, ne fut finalement brisée que par une action d'enveloppement de grande ampleur. La reddition totale des Ait Said fut déterminée par le succès de cette stratégie majeure. Un élément clé de ce succès fut l'occupation de la partie orientale de Aït Oulichek, une tribu limitrophe des Ait Said. La répercussion de cette occupation fut notable, les chefs les plus importants de Aït Oulichek se présentant le 6 à Ben Taïeb, devant le général Manuel Fernández Silvestre, pour solliciter le pardon. Avec la soumission de ces habitants, la première phase des opérations fut terminée et l'action militaire contre Ait Said commença. Cette avancée sur un flanc voisin a permis de compléter l'encerclement et de mener à la reddition complète de cette tribu belliqueuse, marquant la fin d'une période de resistance  prolongée qui avait défié les efforts militaires pendant neuf ans.

## La guerre du rif
Début 1921, Alliés avec les partisans d'Abdelkrim El Khattabi, ils se rebellèrent contre les Espagnols et les écrasèrent à Annoual (petit bourgade au nord de la tribu) avant de participer à la création de l’éphémère République du Rif.
Cette tribu, aux côtés des Beni Ouriaghel, fut l'une des principales forces lors de la guerre du Rif. Elle joua un rôle décisif en déclenchant la bataille de Dhar Ubarran, infligeant une défaite à l'armée espagnole, ce qui marqua le début du conflit.
Les Aït Saïd possède quatre fractions: Aït-Ahmed (les enfants d'Ah'med), Aït-Amor (les enfants d'Amor), Aït-Ali (les enfants D’Ali) et Amezzouj (la crête de montagne), armant chacune 4,000 fantassins, munis de fusils modernes achetés aus contrebandiers espagnols. Terrain sablonneux, pierreux, stérile, le littoral est dépeuplé. Le Djebel Beni-Said, succession de monticules, allant en droite ligne de L’ouest à l'Est courant en deux la tribu, pullule de villages sur ses deux versants. La plaine est complètement desséchée ni sources ni rivières, sauf à l'ouest, l'Ouad Sidi-Galah qui, malheureusement, ne serpentant pas, arrose très peu de territoire Pas un arbre sur toute cette immense étendue, rien que l'h'alfa, et, dans la saison, la mer ondulante des blés et des orges, aussi loin que le regard peut porter. Il a fallu construire dans chaque habitation uns ou deux citernes, fort bien maçonnées, le fond pavé en carreaux de faïence[réf. nécessaire].

### Époque contemporaine
Après la guerre du Rif, une importante famine et de nombreuses épidémies de maladies ont frappé la région, obligeant un grand nombre de Rifains à émigrer vers l'Algérie française ainsi que d'autres villes marocaines.
l'instar d'autres tribus rifaines, elle a aussi fourni un contingent important parmi la diaspora marocaine en Europe, notamment aux Pays-Bas.

## Personnalités célèbres
- Khalid Boulahrouz, footballeur néerlandais ;
- Mohammed Boutasaa, kick-boxeur néerlandais ;
- Mohammed Jaraya, kick-boxeur néerlandais ;
- Achmed Baâdoud (1972-), politicien néerlandais.